# GAZ-14
O GAZ-14 Chaika é um automóvel fabricado pela Gorkovsky Avtomobilny Zavod (GAZ, Gorky Automobile Plant) de 1977 a 1988 como a 2ª geração de sua marca Chaika.

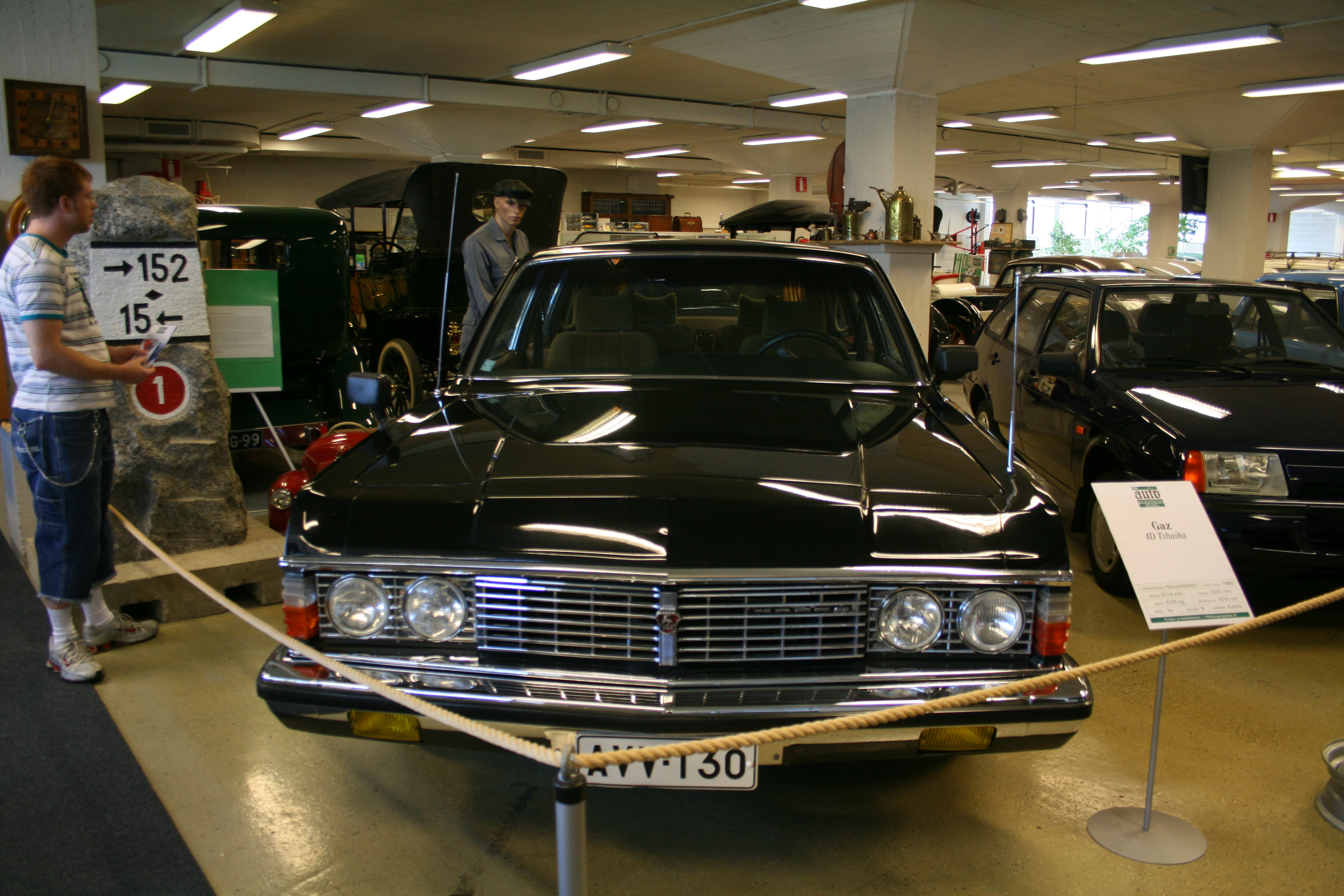
GAZ-14 "Chaika"
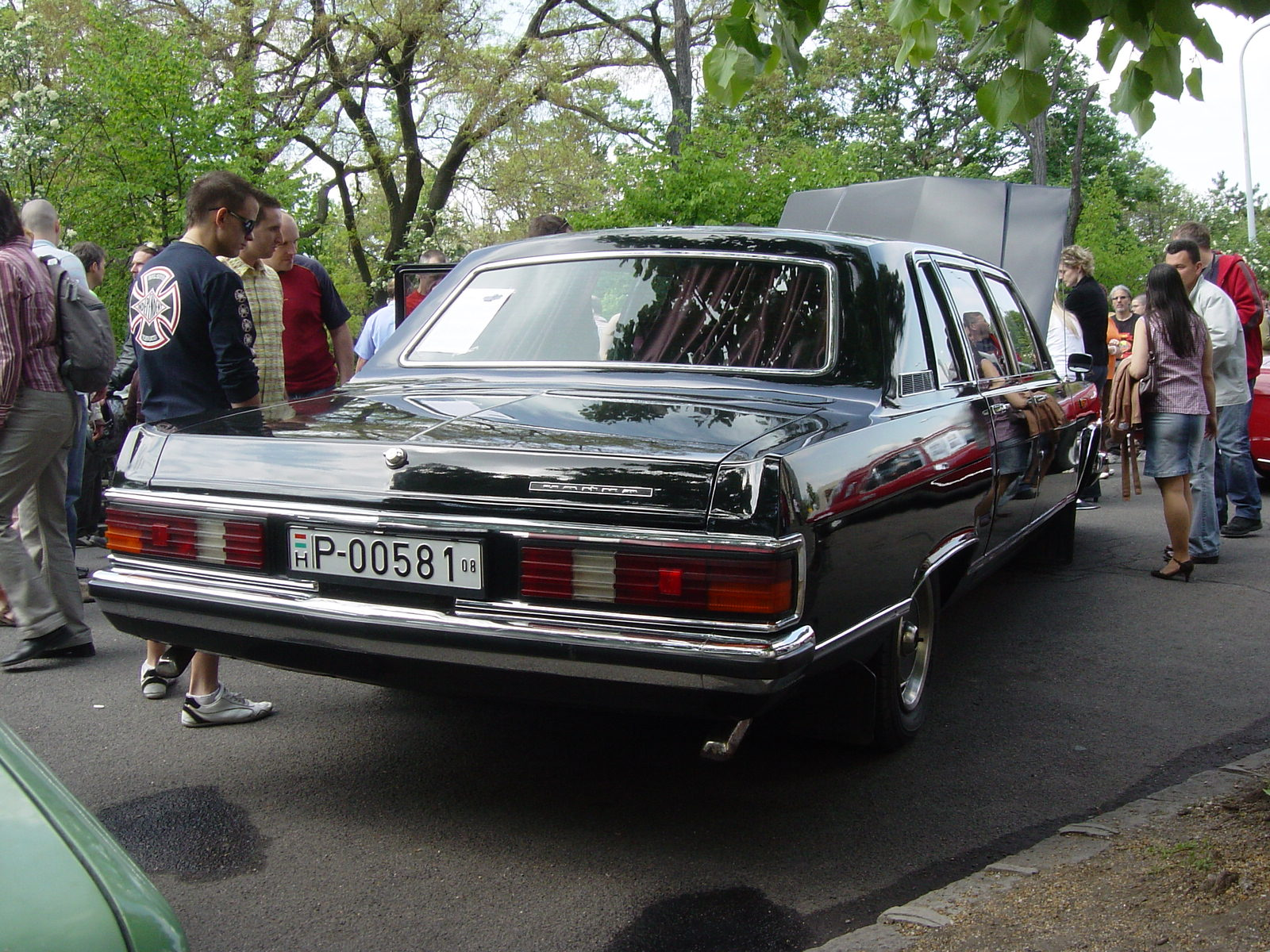
Vista traseira
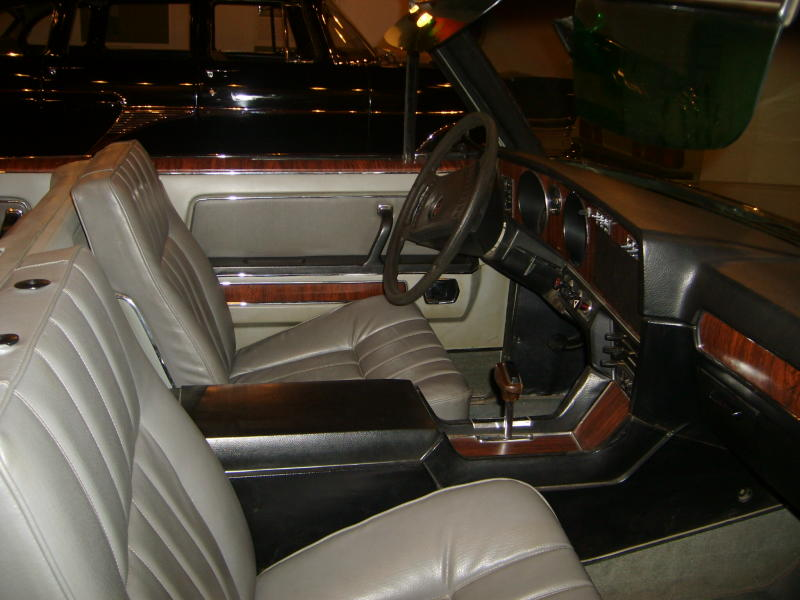
Interior
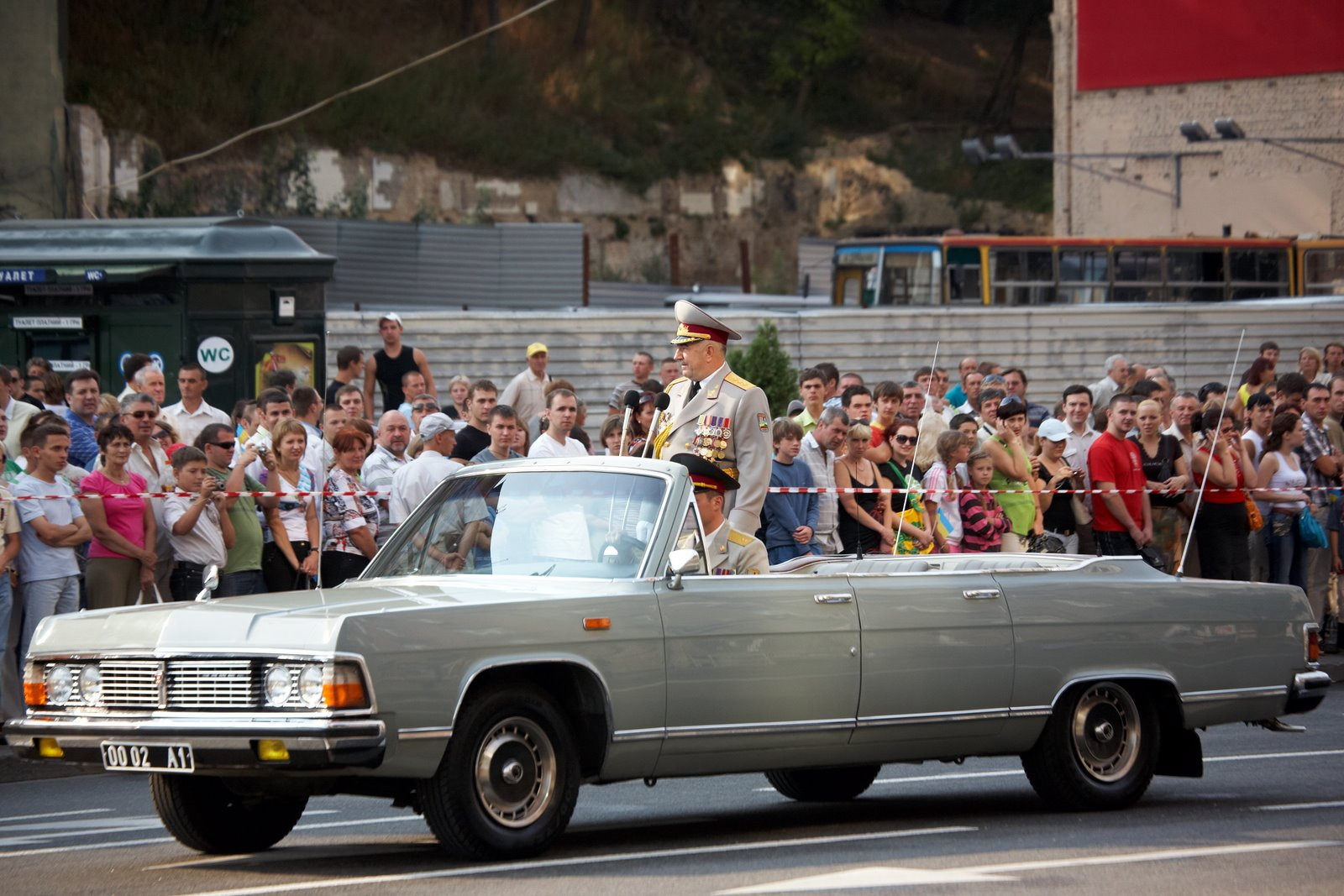
GAZ-14-05 "Chaika"